# Susan Bernard
Susan Bernard (Los Angeles, 11 febbraio 1948 – Los Angeles, 21 giugno 2019) è stata un'attrice cinematografica e modella statunitense.
Playmate del mese nel dicembre 1966, è conosciuta soprattutto per aver interpretato il ruolo di Linda nel cult movie Faster, Pussycat! Kill! Kill!, diretto da Russ Meyer nel 1965.

## Biografia
Figlia d'arte, sua madre era l'attrice Ruth Brand, mentre suo padre il fotografo Bruno Bernard, sopravvissuto all'Olocausto, e al quale la Bernard dedicò in età adulta un sito web. Iniziò la sua carriera in televisione, recitando nella nota soap opera General Hospital, quindi nel 1965, a 16 anni, fu scelta da Russ Meyer per interpretare Faster, Pussycat! Kill! Kill!. La madre assistette in prima persona Susan durante le riprese.
Subito dopo l'uscita del film di Meyer, la Bernard fu fotografata per Playboy. Successivamente partecipò ad altre serie televisive e nel 1999 tornò ad interpretare un ruolo in un film, The Mao Game. Sposata dal 1974 al 1983 con l'attore e drammaturgo statunitense Jason Miller, la Bernard viveva a Los Angeles e dirigeva una piccola impresa. La donna è morta il 21 giugno 2019.

## Filmografia

### Cinema
- Faster, Pussycat! Kill! Kill!, regia di Russ Meyer (1965)
- Stranger in Hollywood, regia di Rodion Slipyj (1968)
- I seguaci di satana (The Witchmaker), regia di William O. Brown (1969)
- Quando le salamandre bruciano (That Tender Touch), regia di Russel Vincent (1969)
- The Phynx, regia di Lee H. Katzin (1970)
- Machismo: 40 Graves for 40 Guns, regia di Paul Hunt (1971)
- Il potere di Satana (Necromancy), regia di Bert I. Gordon (1972)
- Origine di una perversione (The Killing Kind), regia di Curtis Harrington (1973)
- Teenager, regia di Gerald Seth Sindell (1974)
- The Mao Game, regia di Gerald Seth Sindell (1999)

### Televisione
- General Hospital – serie TV (1963)
- Room 222 – serie TV, 1 episodio, non accreditata (1969)
- The Beverly Hillbillies – serie TV, 2 episodi (1971)
- La famiglia Smith (The Smith Family) - serie TV, 1 episodio (1971)